# Włodzimierz Korcz

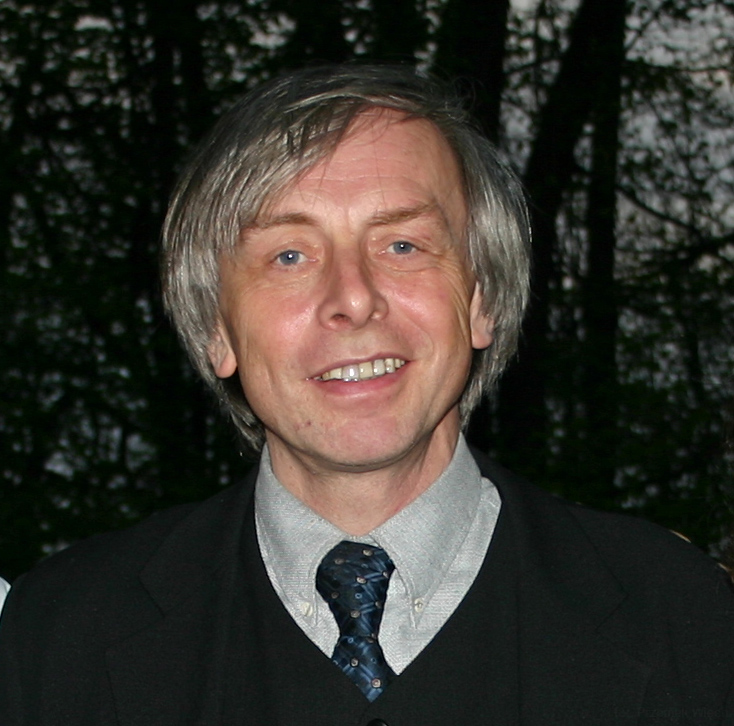
Włodzimierz Korcz

Włodzimierz Korcz (* 13. November 1943 in Litzmannstadt) ist ein polnischer Komponist.
Er schrieb die Musik zu mehreren Filmen und zahlreichen anderen Produktionen, u. a. zu der Solidarność-Hymne Żeby Polska była Polską. Zu seinen jüngeren Werken gehört die Musik zu dem polnischen Musical Dyzma, das auf der Novelle Kariera Nikodema Dyzmy (Die Karriere des Nikodemus Dyzma) von Tadeusz Dolega-Mostowicz basiert und im Mai 2003 bei den 28. Oppelner Theaterkonfrontationen (Opolskie Konfrontacje Teatralne) uraufgeführt wurde.

## Filmmusiken (Auswahl)
- 1975: Der Kleine sucht den Großen (Mniejszy szuka duzego)
- 1983: Die zwanziger und dreißiger Jahre (Lata dwudzieste...lata trydzieste)